# Taddeo Alderotti
Taddeo Alderotti, nascido em Florença no ano 1215 e falecido em Bolonha no ano 1295, foi um médico italiano e professor de medicina na Universidade de Bolonha, que fez importantes contribuições para o renascimento da medicina erudita na Europa durante a Alta Idade Média.
Por volta de 1250, Taddeo Alderotti desenvolveu a destilação fracionada, que é muito mais efetiva do que as predecessoras.